# APOP Paphos
El APOP Paphos (en griego: Αθλητικός Ποδοσφαιρικός Όμιλος Πάφου, Athlitikos Podosfairikos Omilos Pafos; Athletic Football Club Paphos) fue un equipo de fútbol de Chipre que alguna vez jugó en la Primera División de Chipre, la liga de fútbol más importante del país.

## Historia
Fue fundado en el año 1953 en la ciudad de Pafos y disputó más de 350 partidos en la Primera División de Chipre, aunque de esos más de 250 fueron derrotas, por lo que el club pasó entre la primera y segunda división de Chipre a lo largo de su historia. Nunca ganó el título de la máxima categoría y ganó el de segunda división en 6 ocasiones.
El club desapareció al finalizar la temporada 1999/2000 luego de que se determinara que la ciudad de Pafos no podía contar eventualmente con 2 equipos en la Primera División de Chipre por lo que decidieron fusionarse con el Evagoras Paphos y crear al AEP Paphos FC para que así la ciudad pudiese contar con un equipo estable y competir en la Primera División de Chipre.

## Palmarés
- Segunda División de Chipre: 6

1966, 1971, 1973, 1975, 1977, 1996